# Championnat d'Europe féminin de football des moins de 17 ans 2015
Cet article traite de l'épreuve féminine. Pour la compétition masculine, voir Championnat d'Europe de football des moins de 17 ans 2015.
Navigation
Édition 2014 Édition 2016
La 8e édition du Championnat d'Europe de football féminin des moins de 17 ans  est un tournoi de football féminin qui se déroule en Islande du 22 juin au 4 juillet 2015.

## Phase finale

### Tableau final
|  | Demi-finales   | Demi-finales |         |   | Finale | Finale |
|  | Demi-finales   | Demi-finales |         |   | Finale | Finale |
|  |                |              |         |   |        |        |
|  |                |              |         |   |        |        |
|  |                |              |         |   |        |        |
|  | [1A] Espagne   | 1 tab(4)     |         |   |        |        |
|  | [1A] Espagne   | 1 tab(4)     |         |   |        |        |
|  | [2B] France    | 1 (3)        |         |   |        |        |
|  | [2B] France    | 1 (3)        | Espagne | 5 |        |        |
|  |                |              | Espagne | 5 |        |        |
|  |                | Suisse       | 2       |   |        |        |
|  | [1B] Suisse    | Suisse       | 2       | 1 |        |        |
|  | [1B] Suisse    |              |         | 1 |        |        |
|  | [2A] Allemagne | 0            |         |   |        |        |
|  | [2A] Allemagne | 0            |         |   |        |        |

#### Demi-finales
| Demi-finale 1          | France                                              | 1 - 1             | Espagne                                            | Valsvöllur, Reykjavik      |                            |
| 1er juillet 2015 15:00 | Sarah Galera 62e                                    | (0 - 0)           | 79e Natalia Montilla                               | Arbitrage : Vivian Peeters | Arbitrage : Vivian Peeters |
| 1er juillet 2015 15:00 | Rapport                                             |                   |                                                    | Arbitrage : Vivian Peeters | Arbitrage : Vivian Peeters |
| 1er juillet 2015 15:00 | Lebastard · Laplacette · Boutaleb · Galera · Katoto | Tirs au but 3 - 4 | Rodríguez · Montilla · Bonmati · Guijarro · García | Arbitrage : Vivian Peeters | Arbitrage : Vivian Peeters |

| Demi-finale 2          | Suisse            | 1 - 0   | Allemagne | Valsvöllur, Reykjavik       |                             |
| 1er juillet 2015 21:00 | Amira Arfaoui 80e | (0 - 0) |           | Arbitrage : Ivana Martinčić | Arbitrage : Ivana Martinčić |
| 1er juillet 2015 21:00 | Rapport           |         |           | Arbitrage : Ivana Martinčić | Arbitrage : Ivana Martinčić |

#### Finale
| Finale               | Espagne                                                                      | 5 - 2   | Suisse                     | Valsvöllur, Reykjavik          |                                |
| 4 juillet 2015 15:00 | García 6e · Felder 13e (csc) · Mégroz 50e (csc) · Menayo 64e · Navarro 80+2e | (2 - 0) | 55e Reuteler · 78e Arfaoui | Arbitrage : Barbara Bollenberg | Arbitrage : Barbara Bollenberg |
| 4 juillet 2015 15:00 | Rapport                                                                      |         |                            | Arbitrage : Barbara Bollenberg | Arbitrage : Barbara Bollenberg |

### Classement général
| Place              | Équipes du tour final | Stade           |
| ------------------ | --------------------- | --------------- |
| Médaille d'or      | Espagne               | Vainqueur       |
| Médaille d'argent  | Suisse                | Finaliste       |
| Médaille de bronze | Allemagne et France   | Demi-finalistes |